# Souleymane Dela Sacko
Souleymane Dela Sacko (sinh ngày 1 tháng 8 năm 1977 ở Niger) là một tiền vệ bóng đá người Niger thi đấu cho AS Mangasport ở Gabon. Anh thi đấu cho Đội tuyển bóng đá quốc gia Niger. Anh là một phần của đội bóng ở vòng loại World Cup.

## Sự nghiệp
Anh từng thi đấu cho Étoile Filante Ouagadougou ở Burkina Faso.

## Sự nghiệp quốc tế
Anh là thành viên của Đội tuyển bóng đá quốc gia Niger, thường mặc số áo 12. Anh là đội trưởng của đội bóng năm 2008.

### Bàn thắng quốc tế
Tỉ số và kết quả liệt kê bàn thắng của Niger trước.
| #  | Ngày                | Địa điểm                                           | Đối thủ      | Tỉ số | Kết quả        | Giải đấu                                         |
| -- | ------------------- | -------------------------------------------------- | ------------ | ----- | -------------- | ------------------------------------------------ |
| 1. | 3 tháng 6 năm 2007  | Sân vận động Général-Seyni-Kountché, Niamey, Niger | Lesotho      | 2–0   | 2–0            | Cúp bóng đá châu Phi 2008 qualification          |
| 2. | 27 tháng 7 năm 2013 | Sân vận động Général-Seyni-Kountché, Niamey, Niger | Burkina Faso | 1–0   | 1–0 (5–6 pen.) | Giải vô địch bóng đá châu Phi 2014 qualification |
| 3. | 14 tháng 6 năm 2015 | Sân vận động Général-Seyni-Kountché, Niamey, Niger | Namibia      | 1–0   | 1–0            | Vòng loại Cúp bóng đá châu Phi 2017              |